# سوفیا مارینو
سوفیا مارینو (یونانی: Σοφία Μαρίνου؛ ۱۸۸۴ – نامشخص) تنیس‌باز اهل یونان بود.
از باشگاه‌هایی که در آن بازی کرده‌است می‌توان به باشگاه تنیس چمن آتن اشاره کرد.
وی در مسابقات کشوری و بین‌المللی در مجموع برندهٔ ۱ مدال طلا، ۲ مدال نقره شده‌است.